# Michel Taffary
Pas d'image ? Cliquez ici

a Compétitions nationales et continentales officielles uniquement.

b Matchs officiels uniquement.
Michel Taffary, né le 25 avril 1950 à Peyrehorade (France), est un joueur international français de rugby à XV qui a joué avec le Racing club de France, évoluant au poste d'arrière . 

## Biographie
Michel Taffary dispute son premier test match avec l'équipe de France le 18 janvier 1975 contre l'équipe du pays de Galles. Son dernier match est contre l'équipe d'Irlande, le 1er mars 1975, dans le cadre du Tournoi des Cinq Nations.
Il est le meilleur buteur du Championnat de France en 1978 avec 171 points inscrits au pied, à égalité avec Henri Cabrol.

## Statistiques en équipe nationale
- Sélections en équipe de France : 4.
- Sélections par année : 4 en 1975.
- Tournoi des Cinq Nations disputé : 1975.
- Autres sélections : équipe de France scolaire en 1968, équipe de France junior en 1968, équipe de France B de 1970 à 1974, équipe de France A' en 1975 et 1976, équipe de France militaire en 1970.

## Palmarès

### En club
- Vainqueur de la Coupe Frantz Reichel 1970 avec le Racing CF.

### Distinctions personnelles
- Meilleur buteur du Championnat de France en 1978 (171 points).